# Grigorij Alekseevič Levkoev
Grigorij Alekseevič Levkoev (Orechovo-Zuevo, 21 aprile 1899 – 31 marzo 1986) è stato un regista cinematografico sovietico.

## Filmografia (parziale)

### Regista
- Pervopečatnik Ivan Fёdorov (1941)[1]
- Nebo Moskvy (1944)